# حسي النور (بنقردان)
حسي النور هي قرية تونسية تابعة لعمادة الشهبانية من معتمدية بنقردان، تبعد قرابة 37 كلم على وسط مدينة بنقردان، بلغ عدد سكانها 206 نسمة حسب آخر إحصائيات سنة 2014

### مواضيع ذات علاقة
- معتمدية بنقردان.
- ولاية مدنين.